# والت هوران
والت هوران (بالإنجليزية: Walt Horan)‏ هو سياسي أمريكي، ولد في 15 أكتوبر 1898 في وينتاتشي في الولايات المتحدة، وتوفي في 19 ديسمبر 1966 في مانيلا في الفلبين. حزبياً، نشط في الحزب الجمهوري. وقد انتخب عضو مجلس النواب الأمريكي.